# 阿尔塞迪亚诺
阿尔塞迪亚诺，是西班牙卡斯蒂利亚-莱昂萨拉曼卡省的一个市镇。 总面积12平方公里，总人口110人（2001年），人口密度9人/平方公里。